# Вилочный погрузчик

Вилочный телескопический погрузчик JCB

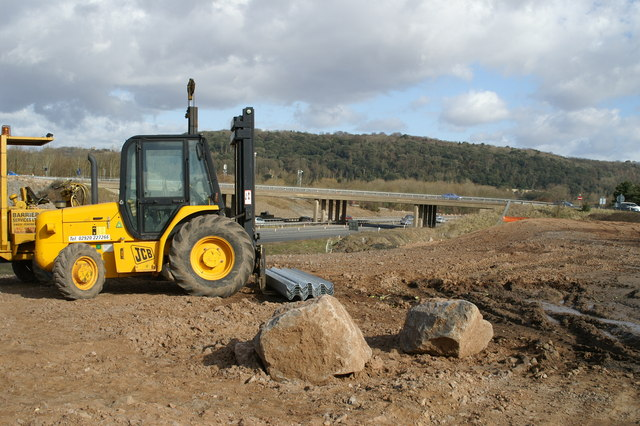
Вилочный погрузчик JCB

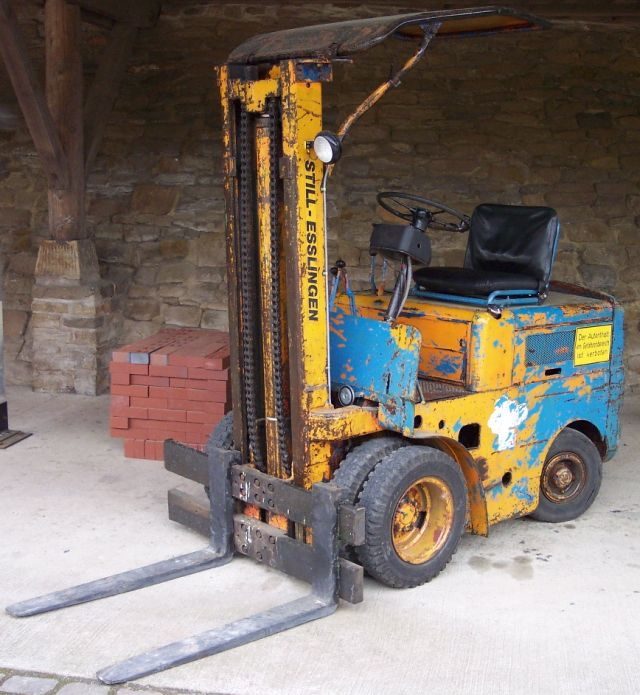
Первопроходец погрузчиков STILL

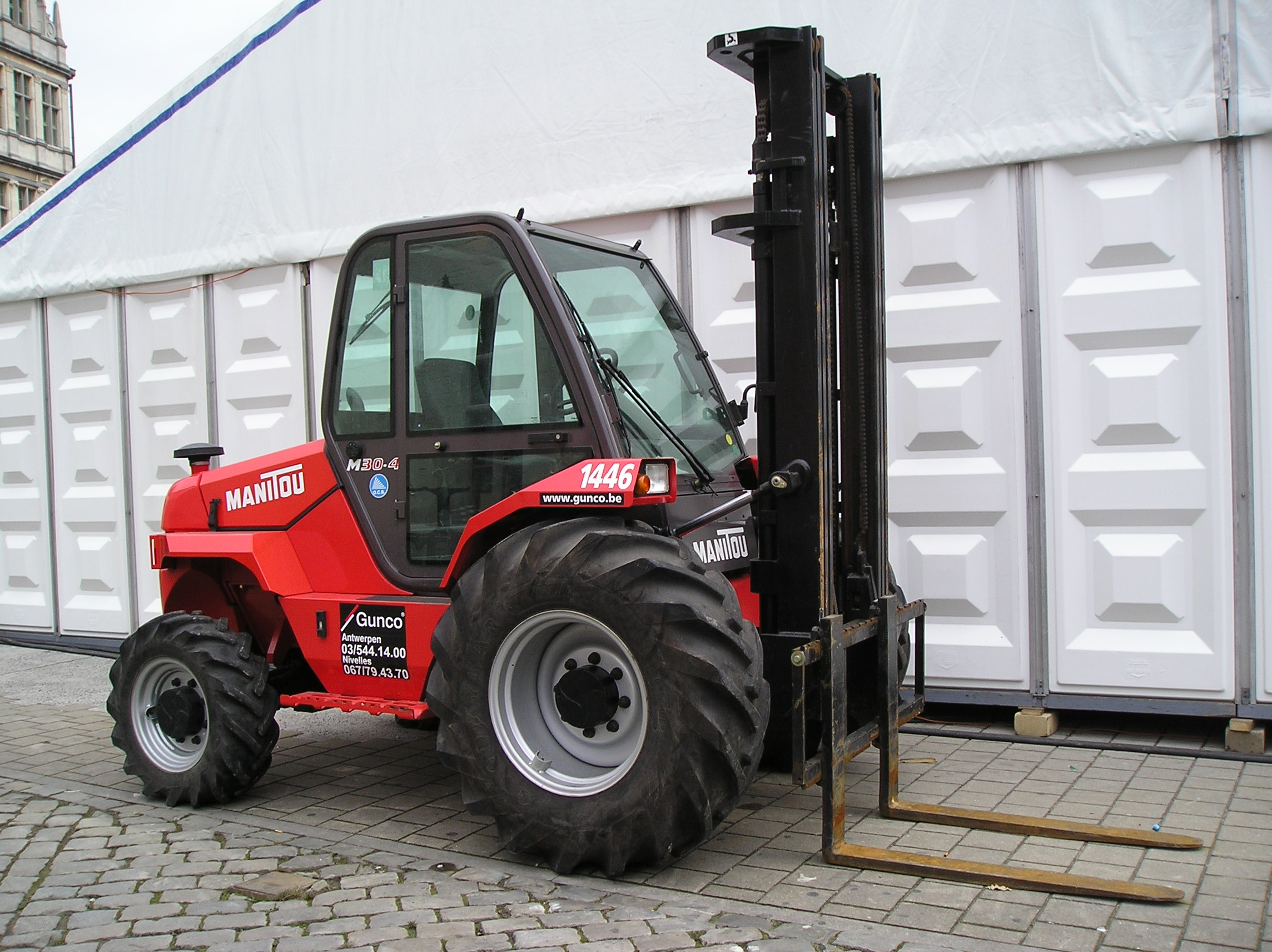
Manitou M30-4

Вилочный погрузчик (англ. counter-balanced forklift truck) — вид специального складского напольного транспорта, предназначенного для поднятия, перемещения, разгрузки, погрузки, складирования (штабелирования) поддонов и других различных грузов при помощи вил или других рабочих приспособлений (навесного оборудования).

## История
Предшественники современных погрузчиков появились ещё в конце XIX — начале XX века. В 1906 году Пенсильванская железная дорога представила первую платформу с электроприводом для перевозки багажа, которая использовалась на её станциях.
Современный вилочный погрузчик появился в конце 1920-х годов силами сразу нескольких американских и европейских компаний, ведших независимые разработки. Определённый толчок развитию этой отрасли дала Первая мировая война, во время которой недостаток рабочей силы привел к тому, что сразу несколько разработчиков начали независимо вести разработки техники для складских операций. Непосредственными предшественниками промышленных погрузчиков считаются автолесовоз компании Hyster (Хайстер) и машина компании Clark Equipment для перевозки песка. В СССР первый «портальный автолесовоз» Hyster появился в 1930 году, поставленный вместе с другим технологическим оборудованием фирмой «Albert Kahn Inc.» при строительстве цехов Челябинского тракторного завода.
Вторая мировая война ускорила развитие производства погрузчиков, в первую очередь в США. Американская компания Hyster поставляла погрузчики для нужд армии США, после Второй мировой войны они остались работать в Европе на восстановлении разрушенных городов и стали легендарны благодаря своей мощности и надежности. После войны восстановление экономики Европы привело к экономическому подъёму, в первую очередь немецких производителей погрузчиков Jungheinrich, Linde, STILL GmbH и Steinbock.
В СССР в 1948 году на Украине в г. Львове был построен и введён в эксплуатацию Львовский завод автопогрузчиков.
Восточноевропейские производители играли в истории развития погрузчиков не менее значимую роль. Ранее были известны бренды V.T.A. Kraft (ГДР), Desta (Чехословакия), «Львов» (Украина) и «Балканкар» (Болгария). В СССР погрузчики Balkancar появились в 1950-х годах и быстро заняли серьёзную долю рынка. В 1980-х годах на советском рынке появились японские погрузчики ТСМ, Nissan, Komatsu, Toyota.
Сегодня в мире погрузчиков продолжается тенденция, как и среди производителей автомобилей: экономическая интеграция, поглощение и слияние. Десятку мировых производителей вилочных погрузчиков возглавляют такие крупнейшие бренды как Toyota, Komatsu, Кion Group (бренды Linde, STILL GmbH), Nacco Industries (бренды Hyster, Yale), Jungheinrich, Crown, Mitsubishi/Caterpillar, Kalmar, ТСМ, Nissan. В настоящее время погрузчики заметно совершенствуются. Многие производители погрузчиков придают значение не только функциональным качествам, но и дизайну погрузчиков. При их разработке используются последние технические достижения.
На первое место активно выходят погрузчики с электрическим двигателем, так как они гораздо экономичнее, значительно экологичнее в эксплуатации. В связи с развитием современных технологий источников питания, таких как литий-титанат, электропогрузчики стали превосходить в десятки раз автопогрузчики с ДВС по уровню низкой стоимости владения и ресурсу эксплуатации. Электропогрузчики при практически равной рыночной цене с автопогрузчиками не потребляют топлива, не требуют дорогостоящего технического обслуживания, и с применением литий-титанатных аккумуляторов абсолютно не требуют обслуживания и замены аккумулятора на протяжении всего срока жизни. Электрические погрузчики, укомплектованные литий-титанатными аккумуляторами, очень быстро заряжаются (до 6 минут до полного заряда и 3 минуты до 80 % уровня заряда), очень эффективно распределяют заряд, с коэффициентом 93 % сохраняют энергию рекуперации электропогрузчика при торможении, и без каких-либо потерь работают при температуре до минус 30 градусов. В настоящее время эту технологию активно использует в производстве японская корпорация Toshiba, также применяются литий-титанатные аккумуляторы на электропогрузчиках Komatsu.

## Классификация и разновидности

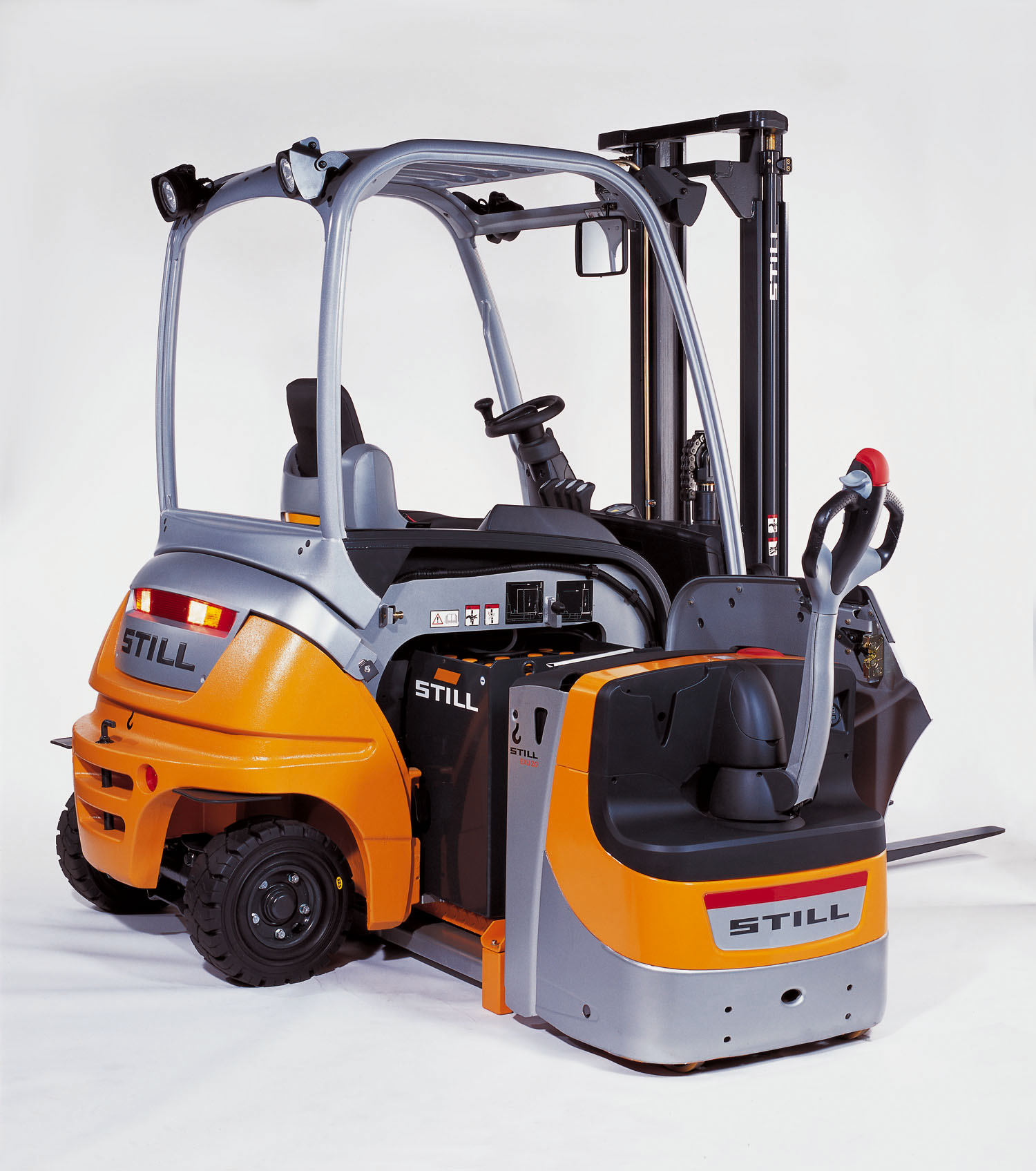
Электропогрузчик

Baumann GCS 150

В настоящее время разработано и используется огромное количество различных моделей и модификаций погрузчиков. При этом не существует единой общепринятой классификации погрузчиков. Наиболее систематизированной является классификация ITA:
- класс I — электрические погрузчики (электропогрузчики, аккумуляторные погрузчики);
- класс II — техника для работы в узких проходах; сюда относятся более специализированные погрузчики, такие как ричтраки, боковые погрузчики (например, BAUMANN, HUBTEX, Combilift) и т. п.;
- класс III — штабелеры и электрические тележки;
- класс IV — погрузчики с двигателем внутреннего сгорания с цельнолитыми шинами;
- класс V — погрузчики с двигателем внутреннего сгорания с пневматическими шинами;
- класс VI — транспортеры;
- класс VII — «внедорожные», «полноприводные» погрузчики — предназначены для работы в сложных дорожных условиях и на тяжелых покрытиях.

Эта классификация не отражает некоторых специфических характеристик, поэтому на сегодняшний день далеко не все производители следуют ей в публичных предложениях. Кроме того, для некоторых классов и разновидностей погрузчиков в русском языке часто используют отдельные прижившиеся наименования, в частности: штабелёр, гидравлическая тележка, ричтрак (англ. reach truck).

## Мачта погрузчика
- DLFL (FV)— двухсекционная мачта, без свободного хода вил[2].
- DFFL (FFV)— двухсекционная мачта, со свободным ходом вил.
- TFFL (TFV) — трёхсекционная мачта, со свободным ходом вил.

Также бывает «вагонный вариант», когда мачта в сложенном положении не должна превышать 2200 м по всем погрузчикам.

## Колёса погрузчика

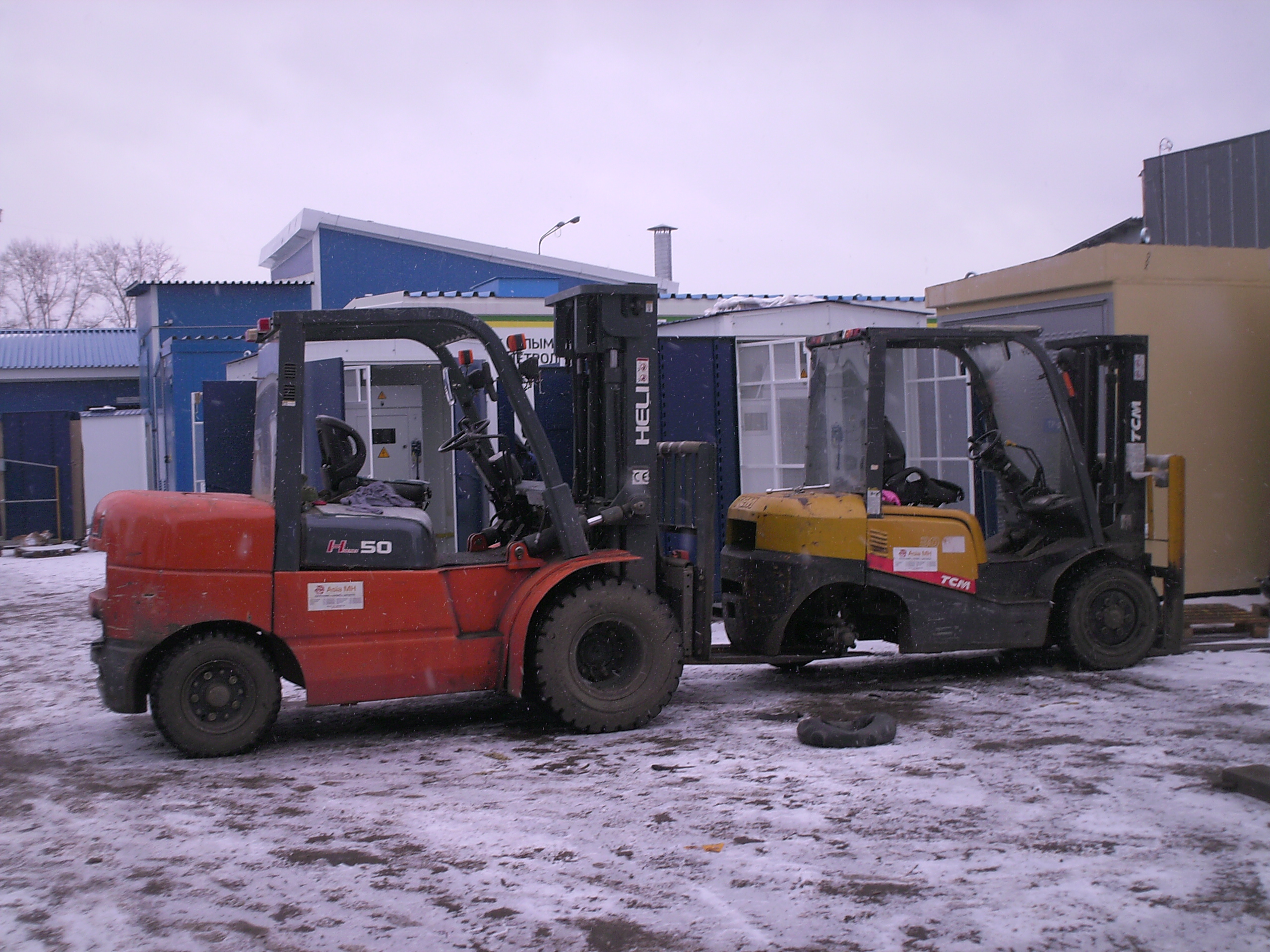
Замена колеса на погрузчике

- Пневматические — стандартная конструкция из шины и пневматической камеры. Обеспечивают хорошую ходимость, хорошие амортизационные свойства, но меньшую устойчивость ТС. Имеют преимущества при эксплуатации в условиях плохих рабочих поверхностей.
- Сплошные — из литой резины. Альтернативное название — «цельнолитые», «массивные». Часто называется Суперэластик (SE англ. Super Elastic) — по фирменной марке шин. Иногда ошибочно называются «гусматик». Обеспечивают отличную износостойкость, стабильность ТС, но меньшую амортизацию. Отличаются способом посадочного места. Могут иметь бессажевое исполнение.
- Полиуретановые — обычно ставятся на ричтраках или штабелерах, работающих на ровных полах.
- Бандажные — тонкий амортизирующий резиновый слой протектора установлен на стальном бандаже колёсного диска. Имеют определённые преимущества, но менее распространены.

Колёса вилочных погрузчиков иногда оснащаются цепями для улучшения сцепных свойств на сложных и обледенелых поверхностях. Чаще всего — на пневматических колёсах.

## Дополнительные устройства (навесное оборудование)
Дополнительные устройства и механизмы (навесное оборудование) призваны расширить возможности стандартного погрузчика, при этом существенно отражаясь на его стоимости.
Наиболее часто применяется следующее навесное оборудование:
- устройство бокового смещения вил (англ. sideshifter);
- вращающийся вилочный захват (англ. rotator);
- позиционер вил (англ. fork positioner);
- захват для бочек и рулонов (в том числе поворотный; англ. roll and barrel clamp attachment);
- штырь (англ. pole attachment);
- захват со сталкивателем (выталкивателем; англ. slip sheet).

Кроме того, есть и другие менее распространенные приспособления:
- захват для шин (колёсосъёмник);
- загрузчик печи;
- снегоуборщик;
- зажим для транспортировки крупногабаритной бытовой техники (холодильников, стиральных машин и т. д.).

Практически всё перечисленное навесное оборудование может иметь массу модификаций, изменяющих отдельные характеристики (например, зажим для нескольких бочек сразу).

## Производство погрузчиков
Лидирующая десятка производителей погрузчиков в мире по состоянию на 2013—2015 годы:
| Компания            | Годовой оборот, млн евро | Торговые марки                 | Головной офис                                                            |
| ------------------- | ------------------------ | ------------------------------ | ------------------------------------------------------------------------ |
| Toyota              | 4 656                    | Toyota, Raymond                | Aichi, Japan                                                             |
| Kion Group.         | 4 000                    | Linde, STILL GmbH, OM Pimespo  | Wiesbaden, Hamburg, Germany                                              |
| NACCO Industries    | 1 969                    | Hyster, Yale, Shinko, Sumitomo | Cleveland, Ohio                                                          |
| Jungheinrich AG     | 1 901                    | Jungheinrich                   | Hamburg, Germany                                                         |
| Cargotec            | 1 516                    | Kalmar                         | Finland                                                                  |
| Crown Equipment Co. | 1 355                    | Crown                          | New Bremen, Ohio                                                         |
| TSM RT 4/4          | 1 153                    | SWLTD                          | China                                                                    |
| Manitou             | 1 007                    | Manitou                        | France                                                                   |
| Komatsu             | 890                      | Komatsu, Tusk                  | Tokyo, Japan                                                             |
| UNI Carriers        | 1110                     | Nissan, Atlet, Barrett, TCM    | Tokyo, Japan                                                             |
| Hangcha Group       | 675                      | Hangcha                        | Lin’an, Hangzhou, China                                                  |
| Noblelift           | 1105                     | Noblelift                      | 528 Changzhou Road, Taihu Sub-district, Changxing, Zhejiang 313100 China |

Во второй десятке производителей основной тренд — постепенное усиление позиций китайских производителей, которые теснят более старых производителей. Так, ещё 3 года назад производителей из КНР не было даже в двадцатке.

## В культуре
- Водитель автопогрузчика Клаус — культовый короткометражный немецкий фильм 2000 года о первом рабочем дне водителя автопогрузчика, пародирующий учебные фильмы по технике безопасности.